# Raptocleidus
"Raptocleidus" es un género extinto de plesiosaurio. Es conocido a partir de dos especies: la especie tipo "Raptocleidus blakei" que provienen de la cantera Blockley Station, en Gloucestershire y "R. bondi" que fue encontrado en Lyme Regis, cera de la costa de Dorset. Ambas especies vivieron en el Jurásico Inferior (Pliensbachiano) de Inglaterra.